# Нејтан Џавај
Нејтан Џавај (енгл. Nathan Jawai; Сиднеј, Аустралија, 10. октобар 1986) аустралијски је кошаркаш. Игра на позицији центра.

## Каријера
Спортску каријеру је почео као рагбиста, да би се у 17. години пребацио на кошарку. Играо је једну годину (2006/07) на Мидланд колеџу у Мидланду, Тексас.
Сениорску каријеру је почео у екипи Кернс тајпанс из Аустралије, а на НБА драфту 2008. је изабран као 41. пик од Индијана пејсерса. Прослеђен је у развојну лигу, у тим Ајдахо стампида. Затим се вратио у НБА, где је носио дресове Торонто репторса и Минесота тимбервулвса, да би се вратио у НБДЛ као члан Су Фолс скајфорса.
У августу 2010. потписао је уговор са Партизаном. У београдском клубу провео је сезону 2010/11. у којој је клуб освојио сва три домаћа трофеје и стигао до ТОП 16 фазе Евролиге. Након Партизана у Европи је играо за УНИКС, Барселону, Галатасарај и Андору да би се у августу 2015. вратио у Аустралију и потписао за Перт вајлдкетсе.

## Успеси

### Клупски
- Партизан:
  - Јадранска лига (1) : 2010/11.
  - Првенство Србије (1) : 2010/11.
  - Куп Радивоја Кораћа (1) : 2011.
- Барселона:
  - Куп Шпаније (1) : 2013.